# Bell hooks
Gloria Jean Watkins (Hopkinsville, 25 de setembro de 1952 — Berea, 15 de dezembro de 2021), mais conhecida pelo pseudônimo bell hooks (escrito em minúsculas), foi uma autora, professora, teórica feminista, artista e ativista antirracista estadunidense.
hooks publicou mais de trinta livros e numerosos artigos acadêmicos, apareceu em vários filmes e documentários, e participou de várias palestras públicas. Sua obra incide principalmente sobre a interseccionalidade de raça, capitalismo e gênero, e aquilo que hooks descreve como a capacidade destes para produzir e perpetuar sistemas de opressão e dominação de classe. Hooks teve uma perspectiva pós-moderna e foi influenciada pela pedagogia crítica de Paulo Freire. Em 2014, fundou o bell hooks Institute com sede no Berea College, em Berea, Kentucky.
Ela começou sua carreira acadêmica em 1976 ensinando inglês e estudos étnicos na University of Southern California. Mais tarde, ela ensinou em várias instituições, incluindo Stanford University, Yale University e The City College of New York, antes de ingressar no Berea College em Berea, Kentucky, em 2004, onde fundou o bell hooks Institute em 2014. Seu pseudônimo foi emprestado de sua bisavó materna, Bell Blair Hooks. A autora  morreu de insuficiência renal em sua casa em Berea, Kentucky, aos 69 anos

## Biografia

### Primeiros anos
Gloria Jean Watkins nasceu em 25 de setembro de 1952, em Hopkinsville, uma pequena cidade segregada do estado de Kentucky, no sul dos Estados Unidos. Ela cresceu em uma família de classe trabalhadora: seu pai, Veodis Watkins, era zelador e sua mãe, Rosa Bell Watkins, empregada doméstica em casas de famílias brancas. Além dos pais, ela foi criada com cinco irmãs e um irmão. Em seu livro de memórias, Bone Black: Memories of Girlhood (1996), Watkins escreveu sobre sua "luta para criar auto e identidade" enquanto crescia em "um rico mundo mágico da cultura negra do sul que às vezes era paradisíaco e outras vezes aterrorizante".
O nome "bell hooks" é uma reivindicação do legado de sua bisavó, Bell Blair Hooks. A letra minúscula foi escolhida para dar enfoque ao conteúdo da sua escrita e não à sua pessoa. No movimento feminista dos anos 1960 e 1970, várias autoras se afastaram da ideia da pessoa e escreviam o nome em minúsculas, dizendo que as ideias importavam mais, por isso as ideias é que deveriam ser discutidas. Várias também adotaram o nome de ancestrais, reforçando a ideia de que são fruto de seus ancestrais. O seu objetivo, ao assumir um pseudônimo, é se distanciar da visão de si como Gloria Jean Watkins, e não ficar presa a uma identidade em particular mas estar em permanente movimento.
Ela inicialmente foi educada em escolas públicas segregadas racialmente, devido às Leis de Jim Crow em vigor nos Estados Unidos, nas quais, segundo ela, foi possível experimentar a educação como a prática de sua liberdade. Aos 10 anos começa a escrever os seus primeiros poemas. Ao fazer a transição para uma escola integrada, ela continuou a ter professores e colegas predominantemente brancos, enfrentando grandes adversidades.
Uma leitora ávida (com os poetas William Wordsworth, Langston Hughes, Elizabeth Barrett Browning e Gwendolyn Brooks entre seus favoritos), Watkins foi educada em escolas públicas segregadas racialmente, mudando-se mais tarde para uma escola integrada no final dos anos 1960.

### Vida acadêmica
Depois de ter frequentado a Escola Secundária de Hopkinsville, em Hopkinsville, Kentucky, bell hooks conseguiu uma bolsa de estudo para concretizar a sua licenciatura em Letras na Universidade de Stanford em 1973. Começou a escrever Ain't I a Woman? aos 19 anos de idade, ao mesmo tempo em que trabalhava como operadora de telefone.
Ela se formou na Hopkinsville High School antes de obter seu bacharelado em inglês pela Stanford University em 1973, e seu mestrado em inglês pela University of Wisconsin–Madison em 1976. Durante esse tempo, Watkins estava escrevendo seu livro Ain't I a Woman?, que depois foi publicado em 1981.
Em 1983, após vários anos lecionando e escrevendo, ela concluiu seu doutorado em inglês na Universidade da Califórnia, Santa Cruz, com uma dissertação sobre a autora Toni Morrison intitulada "Keeping a Hold on Life: Reading Toni Morrison's Fiction".

## Percurso

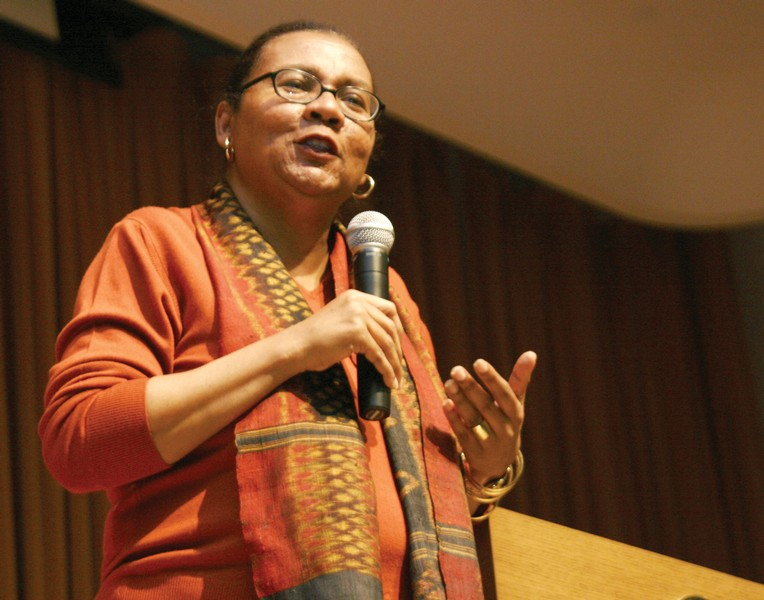
bell hooks em 2009

A sua carreira de professora começou em 1976 como professora de Inglês e professora sênior de Estudos Étnicos na Universidade do Sul da Califórnia, depois de terminado o doutoramento em literatura inglesa. Durante os anos que lecionou nesta Universidade, Golemics, uma editora de Los Angeles, publicou a sua primeira obra, um livro de poemas intitulado "And There We Wept" (1978), escrito sob o pseudónimo de "bell hooks".
Ensinou em várias instituições no início dos anos 80 e 90, incluindo a Universidade da Califórnia, Santa Cruz, Universidade do Estado de São Francisco, Yale, Oberlin College e City College of New York. Em 1981, a South End Press publicou o seu primeiro trabalho principal, "E Eu Não Sou Uma Mulher? Mulheres Negras e Feminismo", escrito anos antes quando era uma estudante universitária. A seguir à  publicação de "E Eu Não Sou Uma Mulher?" ganhou um reconhecimento generalizado pela  contribuição para o pensamento feminista.
Depois de ter ocupado vários cargos na Universidade da Califórnia em Santa Cruz, Califórnia, no início da década de 1980, aceitou o cargo para lecionar Estudos Afro-Americanos na Universidade de Yale em New Haven, Connecticut. Em 1988 entrou para o corpo docente de Oberlin College, em Ohio, para em Estudos sobre as Mulheres. Quando começou a trabalhar no City College de Nova Iorque em 1995, hooks mudou-se para a editora Henry Holt e saiu da Killing Rage.

## Produção intelectual
A autora atribui à relação com sua mãe, Rosa Bell, a inspiração para escrever o livro "Ain't I a Woman?", por ter sido uma mulher que incentivou as seis filhas a serem capazes de cuidar de si sem jamais dependerem de um homem. Onze anos depois, o site Publishers Weekly, especialista no ramo de publicação literária, avaliou E eu não sou uma mulher? como um dos vinte livros mais influentes escritos por mulheres nos vinte anos anteriores.
Ao mesmo tempo, hooks tornou-se significativo como pensadora política e crítica cultural esquerdista e pós-moderna. Ela publicou mais de 30 livros, variando em tópicos de homens negros, patriarcado e masculinidade para autoajuda; pedagogia engajada para memórias pessoais; e sexualidade (no que diz respeito ao feminismo e políticas de estética e cultura visual). Reel to Real: raça, sexo e classe no cinema (1996) reúne ensaios de filmes, críticas e entrevistas com diretores de cinema. No The New Yorker, Hua Hsu disse que essas entrevistas mostravam a faceta do trabalho de hooks que era "curioso, empático, em busca de camaradas".
Em Feminist Theory: From Margin to Center (1984), hooks desenvolveu uma crítica ao racismo feminista branco na segunda onda do feminismo, que ela argumentou minar a possibilidade de solidariedade feminista através das linhas raciais.
hooks argumentou que a comunicação e a alfabetização (a capacidade de ler, escrever e pensar criticamente) são necessárias para o movimento feminista, porque sem elas, as pessoas podem não crescer para reconhecer as desigualdades de gênero na sociedade.
Em 2002, hooks fez um discurso de formatura na Southwestern University. Evitando o modo de parabéns dos discursos tradicionais de formatura, ela falou contra o que considerava violência e opressão sancionadas pelo governo e advertiu os alunos que ela acreditava que concordavam com tais práticas. O Austin Chronicle relatou que muitos na plateia vaiaram o discurso, embora "vários graduados tenham ignorado o reitor para apertar sua mão ou dar-lhe um abraço".
Em 2004, ingressou no Berea College como Distinguished Professor in Residence. Seu livro de 2008, pertencente: a cultura do lugar, inclui uma entrevista com o autor Wendell Berry, bem como uma discussão sobre sua mudança de volta para Kentucky. Ela foi bolsista residente na The New School em três ocasiões, a última vez em 2014. Também em 2014, o bell hooks Institute foi fundado no Berea College, onde ela doou seus papéis em 2017.
Ela foi incluída no Hall da Fama dos Escritores de Kentucky em 2018.

## Consequências educacionais da obra de bell hooks
A filósofa, feminista e educadora bell hooks deixou uma marca profunda no pensamento educacional contemporâneo ao propor uma pedagogia centrada na libertação, no afeto e na crítica interseccional das estruturas de poder. Sua trajetória como autora engajada politicamente na luta antirracista e feminista transbordou os limites acadêmicos e impactou práticas docentes, políticas curriculares e processos de formação em diversas áreas do saber, especialmente nas ciências humanas e sociais.
Inspirada pelos escritos de Paulo Freire, hooks desenvolveu o conceito de uma educação como prática da liberdade, reafirmando a sala de aula como um espaço de resistência às opressões e de construção coletiva do conhecimento. Essa perspectiva opõe-se a modelos bancários e hierárquicos de ensino, propondo uma pedagogia crítica baseada na participação ativa dos estudantes, na valorização da experiência vivida e no diálogo como método.
Uma das principais consequências de sua abordagem é a valorização do sujeito negro e feminino no processo educativo. Em obras como Ain’t I a Woman? (1981) e Teaching to Transgress (1994), hooks denuncia o racismo e o sexismo presentes nos currículos, nos métodos de ensino e nas instituições escolares. Ela insiste na necessidade de reformular o conteúdo escolar para incluir vozes historicamente silenciadas, principalmente mulheres negras, pobres e LGBTQIA+.
Além da crítica ao currículo eurocêntrico e excludente, hooks traz a dimensão afetiva como elemento central da prática docente. Em Teaching Community (2003), a autora afirma que o amor – entendido como ética relacional e política – deve fazer parte do ato de ensinar. Para hooks, o professor que ama seus alunos cria um espaço em que é possível romper com a lógica da dominação e promover a emancipação coletiva.
Outra consequência importante de sua obra é a ênfase na linguagem acessível e antielitista. hooks recusava o academicismo rebuscado como forma de exclusão simbólica, optando por uma escrita que dialoga com leitores diversos, dentro e fora das universidades. Essa postura influenciou práticas de divulgação científica, educação popular e produção de conhecimento com base comunitária.
Por fim, a obra de bell hooks teve impacto direto em programas de formação de professores e em políticas de inclusão educacional, especialmente no Brasil a partir da Lei 10.639/2003, que torna obrigatória a abordagem da história e cultura africana e afro-brasileira nas escolas. Sua abordagem interseccional contribui para articular gênero, raça e classe como eixos estruturantes da ação educativa.

## Vida pessoal
Em relação à sua identidade sexual, hooks se descreveu como "queer-pas-gay". Ela usou o termo "pas" da língua francesa, traduzindo para "não" na língua inglesa. hooks descreveu ser queer em suas próprias palavras como "não com quem você está fazendo sexo, mas sobre estar em desacordo com tudo ao seu redor". Ela afirmou: "Como a essência do queer, penso no trabalho de Tim Dean sobre ser queer e não queer como sendo sobre com quem você está fazendo sexo - isso pode ser uma dimensão disso - mas queer como sendo sobre si mesmo que está em desacordo com tudo ao seu redor e tem que inventar e criar e encontrar um lugar para falar e prosperar e viver."
Durante uma entrevista com Abigail Bereola em 2017, ganchos revelaram a Bereola que ela era solteira enquanto discutiam sua vida amorosa. Durante a entrevista, hooks disse à Bereola: "Não tenho parceiro. Sou celibatária há 17 anos. Eu adoraria ter um parceiro, mas não acho que minha vida seja menos significativa por não ter."

## Morte
No dia 15 de dezembro de 2021, hooks morreu aos 69 anos em sua residência em Berea, cidade do interior de Kentucky. De acordo com o jornal estadunidense The Washington Post, hooks sofreu uma insuficiência renal relacionada com uma doença não revelada.

## Filmografia
- Preto é.. . Preto não é (1994)[11]
- Dê a mínima novamente (1995)[12]
- Crítica Cultural e Transformação (1997)[13]
- Meu Feminismo (1997)[14]
- Vozes do Poder (1999)[15]
- BaadAsssss Cinema (2002)[16]
- Eu sou um homem: masculinidade negra na América (2004)[17]
- Feliz por ser Fralda e Outras Histórias de Mim (2004)[18]
- O feminismo está morto? (2004)[19]
- Luz feroz: quando o espírito encontra a ação (2008)[20]
- Ocupe o amor (2012)[21]
- Hillbilly (2018)[22]

## Obras
- hooks, bell (1978). And There We Wept: Poems (em inglês). [S.l.]: Golemics. 19 páginas. OCLC 6230231
- hooks, bell; West, Cornel (1991). Breaking Bread: Insurgent Black Intellectual Life (em inglês). Boston: South End Press. 196 páginas. ISBN 978-0-89608-414-8
- hooks, bell (1993). Sisters of the yam: Black women and self-recovery (em inglês). Boston: South End Press. 208 páginas. ISBN 978-11-38-82168-2

### Traduzidas
- hooks, bell (2020) [1981]. Ain't a Woman: Black Women and Feminism [E eu não sou uma mulher?: Mulheres negras e Feminismo] 7ª ed. Rio de Janeiro: Rosa dos Tempos. 320 páginas. ISBN 978-85-01-11740-3
- hooks, bell (2019) [1984]. Feminist Theory: From Margin to Center [Teoria feminista: Da margem ao centro] 1ª ed. [S.l.]: Perspectiva. 256 páginas. ISBN 978-85-27-31166-3
- hooks, bell (2019) [1989]. Talking Back: Thinking feminist, thinking Black [Erguer a voz: Pensar Como Feminista, Pensar Como Negra]. São Paulo: Editora Elefante. 380 páginas. ISBN 978-85-93-11525-7
- hooks, bell (2019) [1990]. Yearning: Race, Gender, and Cultural Politics [Anseios: Raça, Gênero e Políticas Culturais] 1ª ed. São Paulo: Editora Elefante. 448 páginas. ISBN 978-85-93-11548-6
- hooks, bell (2019) [1992]. Black Looks: Race and representation [Olhares Negros: Raça e Representação] 1ª ed. São Paulo: Editora Elefante. 356 páginas. ISBN 978-85-93-11521-9
- hooks, bell (2021) [2000]. All About Love: New Visions [Tudo sobre o amor: Novas Perspectivas]. São Paulo: Editora Elefante. 272 páginas. ISBN 978-65-87-23524-0
- hooks, bell (2020) [2010]. Teaching Critical Thinking: practical wisdom [Ensinando Pensamento Crítico: Sabedoria Prática] 1ª ed. São Paulo: Editora Elefante. 294 páginas. ISBN 978-65-87-23512-7
- hooks, bell (2018) [2015]. Feminism Is for Everybody: Passionate Politics [O feminismo é para todo mundo: políticas arrebatadoras] 1ª ed. Rio de Janeiro: Rosa dos Tempos. 209 páginas. ISBN 978-65-5587-225-5

## Prêmios e indicações
- Anseio: Raça, Gênero e Política Cultural: The American Book Awards / Before Columbus Foundation Award (1991) [23]
- bell hooks: The Writer's Award do Lila Wallace–Reader's Digest Fund (1994) [24]
- Happy to Be Nappy: indicado ao NAACP Image Award (2001) [25]
- Homemade Love: O livro infantil do ano da Bank Street College (2002) [26]
- Salvation: Black People and Love: indicado ao Hurston/Wright Legacy Award (2002) [27]
- bell hooks: Utne Reader ' s "100 visionários que poderiam mudar sua vida"[28][29]
- bell hooks: The Atlantic Monthly ' s "Um dos principais intelectuais públicos da nossa nação"[28]
- bell hooks: TIME 100 Women of the Year, 2020[30]